# Cécilia Sigurdsdatter
Cécilia Sigurdsdatter est une princesse norvégienne du XIIe siècle. Fille du roi Sigurd II de Norvège et d'une concubine inconnue, elle épouse d'abord Folkvid (mentionné 1181-1184), Lögsögumad du Värmland ; puis en 1184 le lendmann Bård Guttormsson (mort en 1194), fils de Guttorm Åsulvsson et Sigrid Torkjelsdatter. Elle est la mère de Håkon Galin (mort en 1214) et du roi Inge II Bårdsson (1185-1217).

## Biographie
Cecilia nait peut être en 1156, l'année suivant la mort de son père, le roi Sigurd Munn. Il est possible que sa mère appartienne à la même lignée que le père adoptif de Sigurd, le Lenderman du Trøndelag, Saad-Gyrd Bardsson, car il avait aussi une fille au nom rare de Cecilia. Cecilia fille de Sigurd grandit dans la ferme Gjølme mais Erling Skakke le régent du royaume pour son fils Magnus V de Norvège l'envoie hors du pays épouser le  Lögsögumad du Värmland, Folkvid. De cette manière, ils cherchaient à l’empêcher de devenir un point de ralliement pour leurs adversaires en Norvège. De Folkvid, Cecilia a un fils Håkon Galin, qui devint plus tard un Jarl norvégien.
Lorsque  Sverre Sigurdsson se rend au Värmland en 1177, il demande à Cecilia de le reconnaître comme son frère car elle l'avait bien accueilli, en lui offrant un festin et conseillé sur son avenir, sans prétendre pouvoir le favoriser en Norvège. Toutefois lorsque les Bikerbeiner après la défaite à Re en janvier 1177 se rendent au Värmland et demandent à Sverre de prendre leur tête l'entrevue a lieu à Hammarö, plus au nord de Vänern, vraisemblablement la résidence de Folkvid et de Cecilia. 
Quand Sverre prend pied dans le Trøndelag, Cecilia abandonne son époux Folkvid « car elle l'aimait [seulement] un peu » selon les Böglunga sögur, et revient à Gjølme, qu'elle  reçoit comme présent de son frère. Elle y vie en 1181, quand elle informe secrètement le chef Birkebeiner  Bård Guttormsson de Rein sur les mouvements des troupes ennemies. Par la suite, Bård réside un moment à Gjølme, et peut-être a-t-il appris à mieux connaître Cecilia et devient même son amant. Après la victoire finale de Sverre sur Magnus Erlingsson en 1184 Sverre pousse Bard à épouser Cecilia car il avait perdu sa première femme, mais l'archevêque Eystein Erlendsson refuse de publier les bans et enjoint à Cécilia de retourner chez son premier mari. Selon les règles canoniques du mariage qu'Eystein avait lui-même rendues applicables en droit pénal, l'accès antérieur au divorce reconnu en droit norvégien a été annulé. Un mariage qui avait été célébré conformément à la loi ordinaire de l'Église est revêtu d'un caractère sacré et est fondamentalement indisoluble.
Cependant, une condition préalable explicite pour qu'un mariage soit canoniquement valide est que les deux parties soient consentantes. Quand Cécilia peut témoigner qu'elle avait été envoyée hors du pays et donnée à Folkvid contre sa volonté, l'archevêque doi se résoudre à approuver son nouveau mariage. Cécilia aurait dû dire reconnaître qu'elle recevait cette annulation comme une faveur de Folkvid... le contexte et d'autres informations sur la source indiquent qu'elle était bien mariée à lui. Par conséquent, il est possible que Håkon Galin, son fils avec le Folkvid, ait chercher en 1212 à jeter un doute sur la légitimité de son fils avec Bård Guttormsson, le roi Inge Bardsson, en montrant qu'elle avait épousé Bård alors que Folkvid était encore en vie. Apparemment, ce point a été évoqué avec l'ancien archevêque, Eirik Ivarsson (1189–1205) son successeur Tore Gudmundsson (1206–1214) et deux autres évêques norvégiens, mais ils ont jugé politiquement approprié de ne pas tenir compte de la première décision de l'archevêque Eystein, ce qui signifiait que le premier mariage de Cecilia était annulé et que le second était déclaré valide. À cette époque, Cecilia était décédée depuis longtemps car elle vécut peu après la naissance de son fils Inge vers 1185 et elle avait été inhumée dans la cathédrale de Nidaros dans le côté nord du chœur, où sa tombe était décorée de façon fastueuse. Les deux mariages de Cecilia ont mis en lumière un changement important dans la loi norvégienne sur le mariage, montrant en même temps qu'elle était capable de prendre son destin par elle-même. Nous réalisons également qu'elle a utilisé sa position dans le royaume pour y exercer une influence politique personnelle.

## Source
(no) Knut Helle, « Cecilia Sigurdsdatter », Norsk biografisk leksikon, consulté le 22 décembre 2017.